# Gossypium purpurascens
Gossypium purpurascens es un arbolito o arbusto de los algodoneros (género Gossypium), e identificado como uno de ellos en Argentina. En la Enciclopedia Argentina de Agricultura y Jardinería (3ª ed. 1977) se asigna a su propia especie, en el capítulo "Malváceas" firmado por M.J. Dimitri; otras fuentes taxonómicas lo incluyen dentro de Gossypium hirsutum (GRIN) o dentro de Gossypium arboreum (The Plant List). 

## Descripción
Como descripto en la Enciclopedia Argentina de Agricultura y Jardinería: "Arbusto o pequeño árbol. Hojas por lo común anchamente trilobuladas, glabras o ligeramente pubescentes, pequeñas, con los pecíolos más largos que la lámina. Flores medianas, amarillas, a menudo con manchas purpúreas en la base, dispuestas sobre cortas ramitas laterales uni-plurifloras; brácteas libres o algo unidas en la base, cordadas, agudamente laciniadas; cáliz crenado u obtusamente dentado. Cápsula ovoide, acuminada, 3-4-locular. Semillas desprovistas de linter, con excepción de un pequeño mechón apical de pelos ocráceos. Probablemente cultígena.", en relación con los demás algodoneros lo indica "de fibra fácilmente separable".

## Distribución
En Argentina, "se la cultiva con cierta frecuencia en el norte del país."

## Usos
En Argentina "se la cultiva con cierta frecuencia en el norte del país, siendo de fibra fácilmente separable."

## Taxonomía
La Enciclopedia Argentina de Agricultura y Jardinería indica los autores:
- Gossypium purpurascens Poir.

Y la sinonimia:
- Gossypium racemosum Tod.

Otras fuentes taxonómicas lo incluyen dentro de Gossypium hirsutum (GRIN) o dentro de Gossypium arboreum (The Plant List), mientras que a Gossypium racemosum lo incluyen en Gossypium barbadense (The Plant List) o como subespecie de Gossypium peruvianum (GBIF).
Se necesitaría una monografía actualizada del género en la región, con nuevas evidencias, de forma de resolver los nombres aceptados.